# Палац римо-католицьких архієпископів (Львів)
Пала́ц римо-като́лицьких архієпи́скопів — палац у Львові, архітектурна пам'ятка України, збудована в стилі класицизму 1-ї половини XIX століття. Резиденція римо-католицьких архієпископів-митрополитів Львівських, місце перебування курії Львівської архидієцезії та управлінського центру Римо-католицької церкви в Україні.
Адреса: вул. Винниченка, 32, м. Львів (Україна)

## Архітектура
Будівля містить у собі риси кількох архітектурних стилів. Палац був спроєктований відомим архітектором Йоганом Зальцманом в стилі бідермаєру (перехідний стиль між класицизмом та романтизмом).
У 1886 році палац було перебудовано вже в стилі пізнього класицизму. Будівля відрізняється від навколишніх споруд лаконічністю архітектурних форм та відсутністю оздоблень.

## Історичний нарис

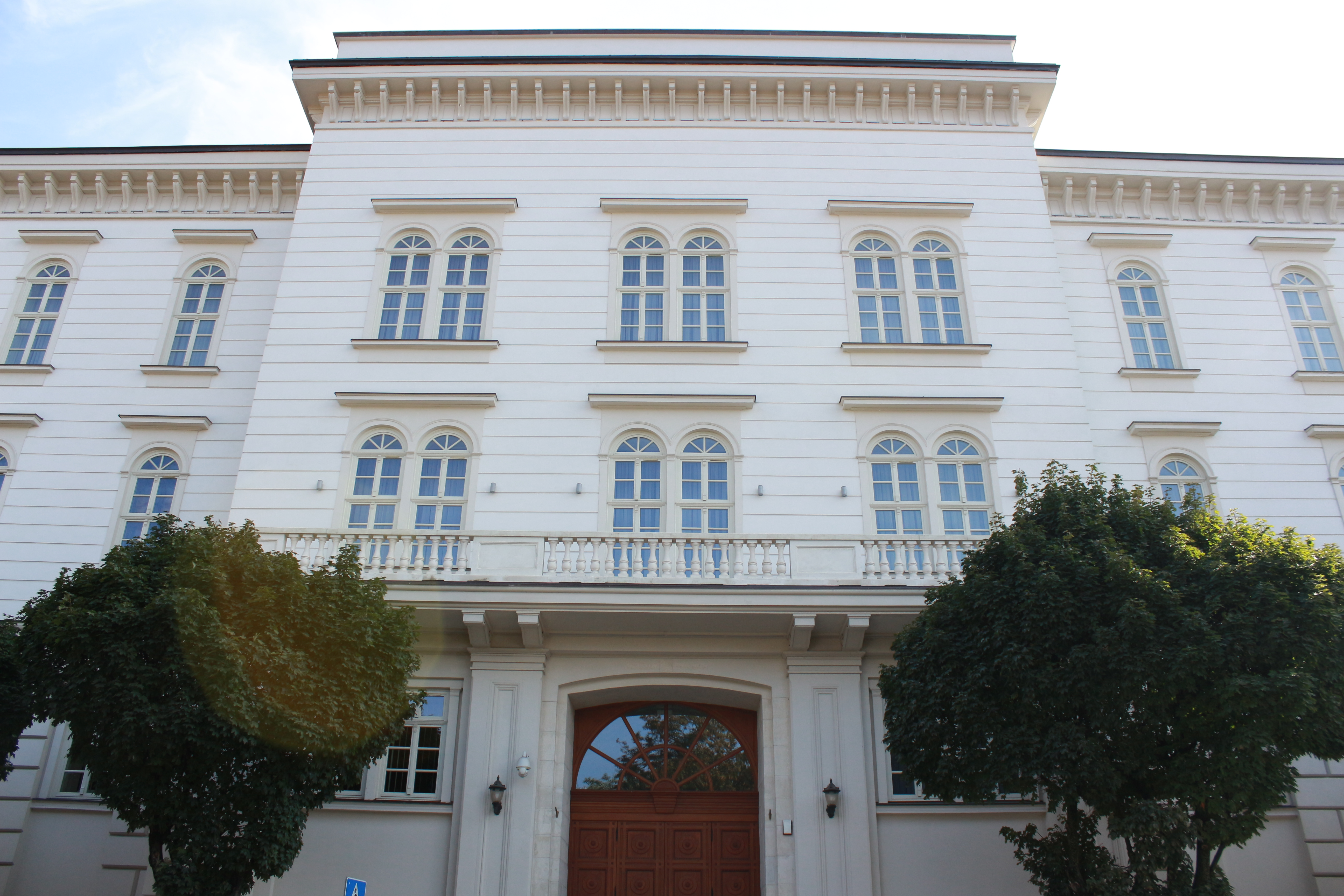
Головний фасад

Палац архієпископів було збудовано у 1842–1844 роках на замовлення архієпископа Франца Піштека. У 1886 році палац відреставрували і його вигляд змінився. Згодом будівля використовувалася як музей дієцезії імені Яна Длугоша. 
1939 року відібраний у римо-католицької курії, після чого тут було розміщено радянську військову частину. Інтер'єр було знищено, проведено переобладнання приміщень, вивезено усі меблі. 1941 року німецька адміністрація повернула палац Римо-католицькій церкві. По війні, від 1944 року в палаці був розміщений військовий шпиталь. У 1970–1990-х роках у будинку містився науково-дослідний інститут «Система», де розроблялися технології для військово-промислового комплексу СРСР. У 2001 році Кабінет Міністрів України постановив передати будинок курії Львівської архідієцезії римо-католицької церкви до 1 січня 2005 року. 25 червня 2001 року під час свого візиту в Україну Палац римо-католицьких архієпископів відвідав Папа Римський Іван Павло ІІ. Після цього будівля була передана до Управління Львівської архідієцезії Римо-католицької церкви.